# Feind
Als Feind (aus althochdeutsch fiant, vint, „Hass“) wird allgemein eine soziale Beziehung zwischen zwei oder mehr Individuen, Gruppen oder Staaten bezeichnet, die durch die Existenz von Feindbildern gekennzeichnet ist. Gegensatz ist der Freund.

## Allgemeines
Das Wort „Feind“ stammt Johann Christoph Adelung zufolge (1775) ursprünglich aus der Militärsprache und bezeichnet Personen, welche im Krieg „öffentliche Gewalttätigkeiten gegeneinander ausüben“. Als Feinde kommen Einzelpersonen, soziale Gruppen oder ganze Staaten (Feindstaaten) in Betracht. Der Feind ist das Nomen Agentis von Feindschaft. Die Feindschaft kann aufgrund einer Rivalität, einer asymmetrischen Beziehung oder einer mit negativen Emotionen behafteten Beziehungsgeschichte entstehen. Im Gegensatz zum normalen Gegner wird ein Feind auch mit unfairen Mitteln bekämpft.

## Komposita
Steigerungen sind der Erzfeind und der Todfeind, dem man den Tod wünscht. Gelegentlich spricht man auch vom Lieblingsfeind (siehe auch: Ambivalenz), wenn man dokumentieren will, dass man sich auf jemanden fokussiert hat.
In diesem Zusammenhang stehen auch die Begriffe
- Feindschaft: eine feindlich orientierte Gesinnung;
- Feindesliebe: die Zuneigung zu Feinden unter Menschen;
- feindliche Übernahme: ist ein Unternehmenskauf, bei dem ein Investor einen Anteilskauf vornimmt, ohne die Einwilligung der Unternehmensleitung oder der Gesellschafter einzuholen.
- Feindstrafrecht, ein Begriff aus dem Strafrecht;
- Fressfeind: ein Begriff aus der Biologie für die Ernährungskonkurrenz unter Lebewesen (siehe auch Futterneid).

Die Feindesliebe ist ein Sozialverhalten, das Feindschaft und Hass durch Wohltaten für Feinde und den Verzicht auf Rache und Gewalt an ihnen zu überwinden sucht. Alle Komposita sind gekennzeichnet durch feindselige oder konkurrierende Einstellungen.

## Bibel
Im Hebräischen gibt es verschiedene Worte für einen Feind, nämlich den allgemeinen Feind (hebräisch אוֹיֵב ’ôjev), „Hasser“ (hebräisch שֹׂנֵא śonē’) oder „Bedränger“ (hebräisch צַר ṣar). Die Bibel befasste sich häufig mit dem Feind: „Hungert Deinen Feind, so speise ihn mit Brot, dürstet ihn, so tränke ihn mit Wasser. So wirst Du feurige Kohlen auf sein Haupt sammeln und Gott wird’s Dir vergelten!“ (Spr 25,21 ). Von persönlicher Feindschaft ist im Alten Testament oft die Rede wie beim Gegeneinander zwischen Saul und David (1 Sam 18,29 ) oder zwischen Ahab und Elija (1 Kön 21,20 ). Adverbial verwendet wurde es im 1. Buch Mose „Als nun seine Brüder sahen, dass ihn ihr Vater lieber hatte als alle seine Brüder, wurden sie ihm feind und konnten ihm kein freundliches Wort sagen“ (1 Mos 37,4 ).

## Arten
Es gibt folgende Arten von Feinden:
- Militär: Der Feind ist der zentrale Begriff im Militärwesen. Über den Feind bildet sich die Politik eine Vorstellung, das so genannte Feindbild, einem Begriff der Sozialpsychologie. Feindbild ist nicht der Feind oder Gegner selbst, „sondern etwas Drittes, das sich zwischen ihn und uns selbst schiebt, ein Bild, das sich wie alle Bilder aus einer ganzen Anzahl von Komponenten zusammensetzt, die mit dem eigentlichen Objekt oft sehr wenig oder kaum etwas zu tun haben“.[2] Wird dem Feind unterstellt, dass er einen Angriffskrieg gegen den unterstellenden Staat zu führen plant, wird die eigene Kampfkraft (einschließlich militärischer Ausrüstung) sowie die Aufrüstung am Feind ausgerichtet. Bei der Vorbereitung eines Krieges wird oft die gesamte Streitmacht des Gegners oder gar dessen Volk selbst als Feind klassifiziert (Feindstaat). Zur Verstärkung des Kriegsziels wird der militärische Feind übertrieben negativ und mit hoher Kampfkraft dargestellt und als bekämpfenswert eingestuft. Als Feindberührung wird die erste Begegnung mit dem Kriegsfeind bezeichnet.
- Staatsfeindliche Bewegung oder staatsfeindliche Hetze sind im Strafrecht vieler Staaten ein Straftatbestand, der im Zusammenhang mit Spionage, Terrorismus, Verfassungsfeindlichkeit oder Volksverhetzung zu sehen ist und den öffentlichen Frieden stört.
- Feind sein bedeutet auch, ein Gegner von etwas, ja sogar ein Kämpfer gegen etwas zu sein oder einen Sachverhalt zu boykottieren. Dies wird deutlich in Sätzen wie: Er ist ein Feind des Alkohols oder Sie ist eine Feindin jeglicher Bevormundung.
- Im übertragenen Sinne bezeichnet „Feind“ eine als Bedrohung wahrgenommene natürliche Erscheinung (Diese Krankheit / Seuche ist der größte Feind der Menschheit).

Viele Sprichwörter befassen sich mit dem Feind wie „des Gegners Feind ist mein Freund“. Dieses fünfbändige Wanders Deutsches Sprichwörter-Lexikon erfasst rund 250 Sprichwörter zu Feind und Feindschaft.

## Freund-Feind-Schema
Das „Freund-Feind-Schema“ wurde 1932 intensiv von Carl Schmitt untersucht: „Die spezifische Unterscheidung, auf welche sich die politischen Handlungen zurückführen lassen, ist die Unterscheidung von Freund und Feind.“ Für ihn war dieses Schema die Grundlage politischer Ordnung. Nicht nur aufgrund der Nähe Carl Schmitts zum Nationalsozialismus und NS-Politik ist die Kategorie „Feind“ in demokratischen Rechtsstaaten unpopulär. Demokratische politische Systeme fungieren nach dem Schema Regierung/Opposition. Sie sind darauf angewiesen, dass auch die Opposition potenziell regierungsfähig oder koalitionsfähig, also nur zeitlich oder thematisch befristet als Gegner anzusehen ist.